# Plaça de les Fonts (Bakú)
La Plaça de les Fonts és una plaça al centre de Bakú, capital de l'Azerbaidjan. Va ser construïda durant el govern soviètic i el seu nom es deu a la presència de dotzenes de fonts al llarg de la plaça. Entre les fonts n'hi ha una coberta d'esferes platejades brillants on es reflecteixen els arbres i les façanes de pedra.

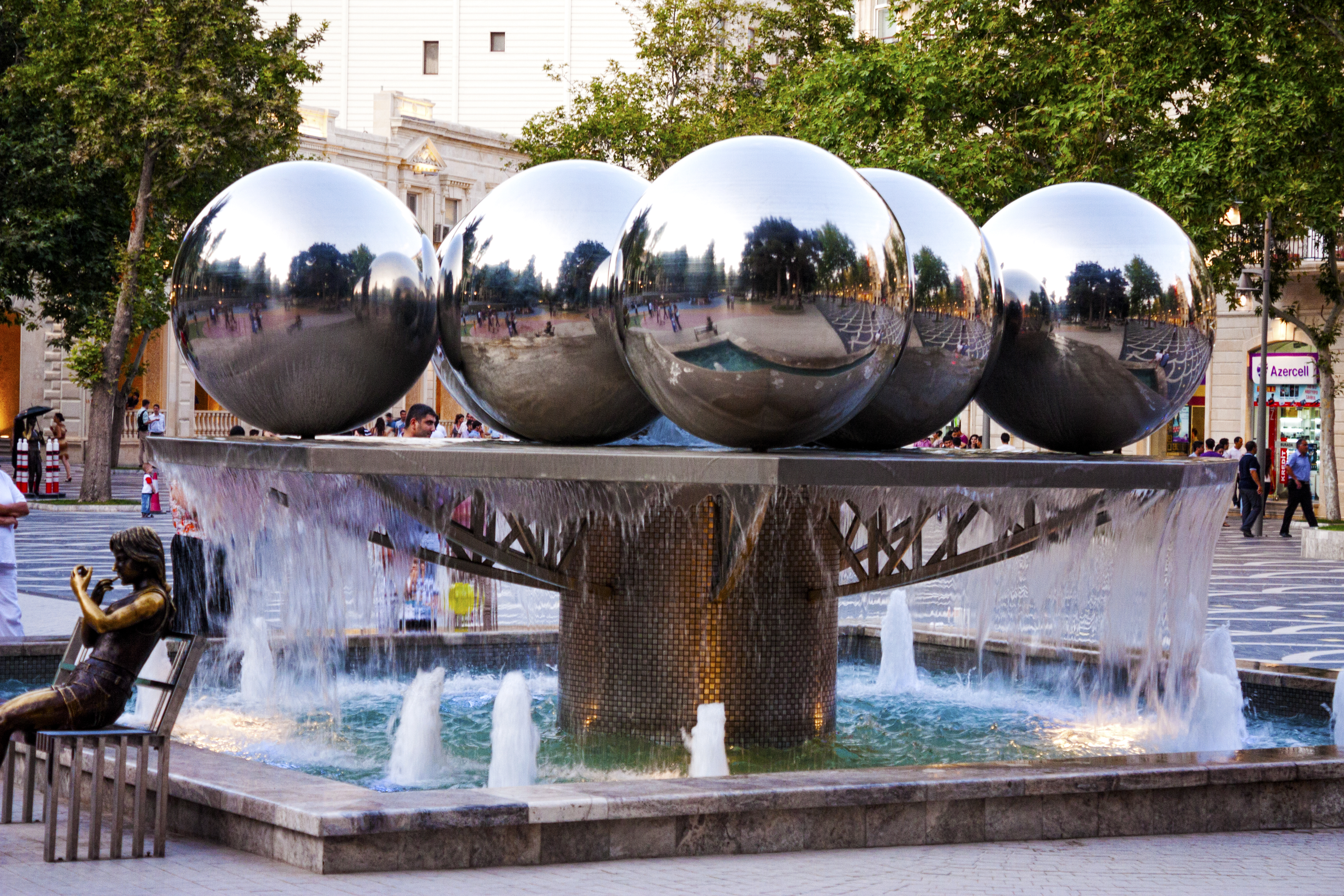
Font amb les esferes platejades brillants

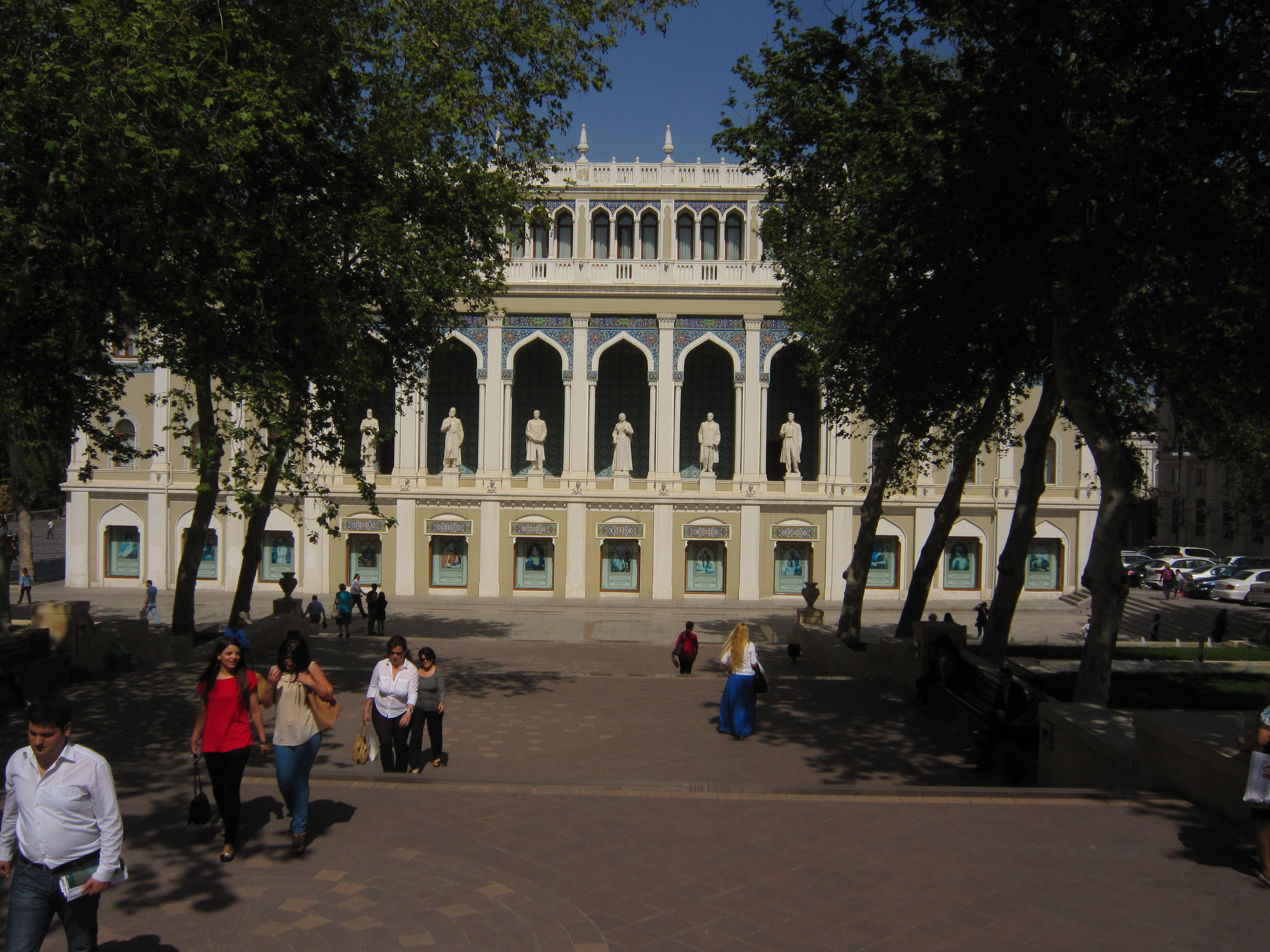
Façana del Museu de Literatura Nizami amb les estàtues.

Podem veure també les boniques estàtues que hi ha a la façana del Museu de Literatura Nizami. I a l'exterior del McDonald's, a la zona on es troben els rètols grossos hi ha una estàtua de bronze d'una dama jove amb el paraigua, el ventre nu i el telèfon mòbil.
La plaça es deia anteriorment Parapet i sovint es fa referència a la plaça amb aquest nom.
La plaça és un lloc de trobada de la gent, especialment després dels horaris comercials i durant el cap de setmana. És un punt d'atracció turística a Bakú, amb moltes botigues, restaurants i hotels. Aquest és un dels llocs més concorreguts i animats de la ciutat. En aquesta plaça s'organitzen molts festivals, espectacles i celebracions públiques.
Bakú té moltes fonts boniques, com ara al parc del Governador, al Parc Filharmònic, la Font Blanca, però la diferència amb la Plaça de les Fonts és la quantitat i diversitat de les fonts, els passeigs de vianants i les escultures al voltant de les fonts.
El 2010, la plaça va ser renovada per les autoritats de Bakú.